# Moto Perpétuo (banda)
Moto Perpétuo foi uma banda brasileira de rock progressivo e MPB que esteve em atividade de 1973 até 1975. O grupo ficou conhecido por ter revelado o cantor, compositor e pianista brasileiro Guilherme Arantes. Lançaram um único álbum autointitulado que, após sucessivos relançamentos nas décadas seguintes, tornou-se um clássico cult.

## História
Em 1970, Guilherme Arantes foi assistir a peça Plug, produzida pelo seu primo Solano Ribeiro no Teatro Ruth Escobar e conheceu Diógenes Burani. Em pouco tempo, Guilherme (teclados), Diógenes (bateria e percussão) e Rodolfo Grani Júnior (baixo) estariam acompanhando Jorge Mautner em shows por São Paulo. Quando entrou na Faculdade de Arquitetura e Urbanismo da Universidade de São Paulo, Guilherme conheceu outro músico: Cláudio Lucci. Quando Guilherme apresentou seus dois amigos - Diógenes e Cláudio - um ao outro, os três resolveram montar uma banda. Diógenes, por sua vez, tinha participado de um "embrião" do grupo que Rita Lee tentava montar com sua amiga Lucinha Turnbull, após a saída da primeira dos Mutantes, que se chamava Cilibrinas do Éden. Deste projeto, Diógenes havia conhecido Gerson Tatini (baixo) e Egídio Conde (guitarra), sugerindo seus nomes a Guilherme e Cláudio.
Após um tempo da formação do grupo, chamam a atenção de Moracy do Val, jornalista e produtor do álbum de estreia dos Secos & Molhados que começa a trabalhar na promoção da banda, conseguindo um contrato com a gravadora GEL para o lançamento de um álbum de estúdio pelo selo Continental - mesma gravadora do grupo de Ney Matogrosso, João Ricardo e Gérson Conrad. Assim, em setembro e outubro de 1974 gravam - no Estúdio Sonima, em São Paulo - o seu álbum de estreia, Moto Perpétuo, produzido por Pena Schmidt e lançado em 11 de novembro de 1974 com uma apresentação no Theatro Treze de Maio. Alguns meses mais tarde, o grupo acabaria por divergências internas, com Guilherme Arantes querendo se afastar daquela sonoridade progressiva que ele considerava "elitista".

## Reunião após o fim da banda
Em 1981, três dos membros do Moto Perpétuo - Cláudio Lucci, Gerson Tatini e Diógenes Burani - se reuniram com a vocalista e violonista Mônica Marsola, formando o grupo São Quixote e gravando um único álbum autointitulado. O disco contou, ainda, com a participação especial de Guilherme Arantes tocando moog e piano em cinco faixas do álbum gravado pelo selo independente Lira Paulistana.

## Sonoridade
A sonoridade da banda é notadamente influenciada pelo Clube da Esquina - muito em voga na época - e por famosas bandas de rock progressivo como Genesis, Yes, Emerson, Lake & Palmer, e as bandas italianas Le Orme e Premiata Forneria Marconi.

## Integrantes
Lista de integrantes fornecida pelo Dicionário Cravo Albin da Música Popular Brasileira.
- Guilherme Arantes: piano e vocais
- Egídio Conde: guitarra solo e vocais
- Cláudio Lucci: violões, violoncelo, guitarra e vocais
- Gerson Tatini: baixo e vocais
- Diógenes Burani: bateria, percussão e vocais

## Discografia
Discografia dada pelo Discogs e pelo IMMUB.
- 1974 - Moto Perpétuo